# Pericallia haliciaca
Pericallia haliciaca är en fjärilsart som beskrevs av Schille 1900. Pericallia haliciaca ingår i släktet Pericallia och familjen björnspinnare. Inga underarter finns listade i Catalogue of Life.